# Der Sprinter
Der Sprinter ist eine satirische deutsche Filmkomödie aus dem Jahre 1984 von Christoph Böll, einem Neffen Heinrich Bölls, mit Wieland Samolak, der auch am Drehbuch beteiligt gewesen war, in der Hauptrolle.

## Handlung
Der junge Wieland Dietrich ist homosexuell, zum Leidwesen seiner Mutter Marga. Ihr zuliebe ist er sogar bereit, seine eigene sexuelle Orientierung zu leugnen und den Sprung in die Welt der Heterosexualität zu wagen. Sein erster Versuch, der Besuch einer Tanzschule, geht gründlich schief. Einige Sportfunktionäre möchten aus dem dürren jungen Mann mit dem ausgemergelten Gesicht einen Sprinter machen. Und tatsächlich erweist er sich als geeignet. Wielands Vereinstrainer ist ein bulliger Kerl mit kraftvollem Organ, dessen Motto auch das seine sein könnte: „Keine Zigaretten, kein Alkohol, keine Weiber!“ 
Eine Frau wird unerwartet Wielands größte Herausforderung. Die blonde, walkürenhafte Brigitte betreibt mit der ganzen Kraft ihres Körpers professionell Kugelstoßen. Die Gesamtpräsenz Brigittes führt dazu, dass Wieland nun immer schnell läuft, beinah um sein Leben. Ihre Mütterlichkeit lässt in ihm aber auch erstmals das Interesse am anderen Geschlecht erwachen. Wielands „Umpolung“ zum Hetero scheint beinah gelungen, doch als es zwischen den beiden beinahe zum ersten zarten Kuss kommt, fällt Brigitte ihre Kugel aus der Hand und Wieland auf den Fuß.

## Produktionsnotizen
Der Sprinter wurde am 19. Januar 1984 in Saarbrücken uraufgeführt und mit dem Max-Ophüls-Preis ausgezeichnet.
Die Bauten entwarf Michael Tonke.

## Kritiken
Die Fachzeitschrift Cinema resümierte: „Daß zum Schluß dieser mit trockenem Witz servierten Groteske  über das normale Leben kein Happy-End steht, wird aktive Sportler und Kinogänger kaum stören. Denn dafür hat Christoph Böll in seine kleinen, aber feinen Alltagsbeobachtungen genau den Humor einfließen lassen, mit dem auch sein Onkel Heinrich operiert.“
Im Lexikon des Internationalen Films heißt es: „Originelle deutsche Komödie mit weitgehend treffendem Witz. Ironisch beleuchtet der Film Rollenmuster, Normalitätsauffassungen und die Verhältnisse im Leistungssport.“